# Cossano Belbo
Cossano Belbo é uma comuna italiana da região do Piemonte, província de Cuneo, com cerca de 1.071 habitantes. Estende-se por uma área de 20 km², tendo uma densidade populacional de 54 hab/km². Faz fronteira com Camo, Cessole (AT), Loazzolo (AT), Mango, Rocchetta Belbo, Santo Stefano Belbo, Vesime (AT).

## Demografia
| Variação demográfica do município entre 1861 e 2011                               |
|                                                                                   |
| Fonte: Istituto Nazionale di Statistica (ISTAT) - Elaboração gráfica da Wikipedia |